# 7.62
7.62 — тактична рольова відеогра 2007 року, розроблена російською компанією Apeiron і випущена разом з 1С. Гра є сиквелом гри Бригада Е5: Новий альянс і має продовження — 7.62: Перезаряджання.

## Сюжет
Дія гри розгортається після подій гри Бригада Е5: Новий альянс: після громадянської війни на карті світу з'явилася держава Альгейра, розташована на північ від Палінеро. На чолі держави став Альваро Дефенса, який розгромив війська Палінеро, що підпорядковувалися генералу Торменсу, проте група партизанів, яку очолила донька генерала Торменса Таня, сховалася в лісах і не визнає Дефенсу законним правителем.
Гравець виступає в ролі досвідченого найманця, найнятого, щоб він знайшов і доставив своїм замовникам російського олігарха-втікача Іполита Факірова. За сюжетом гри Факіров обдурив багатьох шанованих людей на батьківщині та втік до Альгейри. Гравцеві доведеться зв'язатися як із партизанами, так і з офіційною владою, щоб з'ясувати, де перебуває Факіров. Кампанія нелінійна — гравець може проходити гру як на боці будь-якої фракції, так і самостійно.

## Ігровий процес
Головною особливістю гри є тактичний бій, де, керуючи невеликим загоном (до 6 осіб), гравець вирішує різні тактичні завдання.
Представлено великий вибір зброї та оснащення: всі моделі мають реальні прототипи, забезпечені коротким, але містким описом; реалістично подано характеристики зброї з поправкою на дальність і урахуванням розміру карти (дальність зброї пропорційно зменшено так, щоб тільки найбільш далекобійні зразки могли вести ефективний вогонь через усю карту).
Можна захоплювати населені пункти та виховувати там ополчення. Таким чином, можна всю гру пройти, борючись за самого себе.
Система завдань дає змогу гравцеві заробляти гроші та підвищувати свій авторитет у містах: що більше виконано завдань, то вищий авторитет і то складніші завдання можуть бути запропоновані. Завдання можна брати в партизанів Тані Торменс і в урядових частин, а також у нейтральних ігрових персонажів (мерів міст, торговців та інших особистостей).

### Пересування містами
Спочатку доступні п'ять міст Альгейри. Гравець, виконуючи місії та отримуючи доступ до нових завдань, відкриває для себе нові локації, зокрема й одну локацію в сусідньому Палінеро: до деяких локацій можна потрапити без ув'язування в бій з охороною тільки під час виконання конкретних місій. І тільки під час проходження кампанії за ту чи іншу сторону до самого кінця можна буде з'ясувати, де сховався вищезазначений олігарх Факіров. Переміщення доступне пішки або за допомогою якогось автомобіля, який можна купити та куди можна складати деякі речі (вантажність машини обмежена).

### Випадкова місцевість
Одна з випадкових місцевостей пропонується гравцеві в разі збройного зіткнення з бандитами або військами будь-якої з фракцій, а також у разі, якщо гравець хоче зупинитися і зробити привал. У разі бою будь-яку локацію можна покинути тільки через точку виходу, почекавши паузу, однак противник буде налаштований на знищення головного героя і його персонажів у будь-якому разі. Після завершення бою у випадковій місцевості гравець може забрати зброю і невикористані боєприпаси супротивника як трофеї та надалі їх використовувати, а може і залишити локацію, проте в такому разі залишені на полі бою предмети будуть безповоротно загублені.

### Завдання
Завдання від мерів і продавців полягають у перевезенні певного вантажу, пошуку зброї для поліції, боротьбі проти бандитів і навіть спробах підкилимної боротьби (мер може вимагати від продавця заплатити податки, а продавець — прибрати неугодного мера). Окремі неігрові персонажі також можуть дати квест (за будь-яку сторону) з пошуку якоїсь особи та вирішення можливого конфлікту. У деяких випадках неприпустимим буде застосування насильства і стрілянина; якщо ж зазначений об'єкт потрібно ліквідувати, то гравцеві належить зробити це безшумно — так, щоб ані його самого, ані його соратників не помітили сторонні особи та не почули звуки стрілянини або бійки.
До певного моменту квести можуть давати обидві сторони конфлікту — армія Альгейри й партизани, причому квести можуть зводитися як до доставлення якогось об'єкта або перемовин з кимось, так і до ліквідації супротивників. Багато квестів є дзеркальними віддзеркаленнями один одного (тобто по суті є одними й тими самими, але видаються різними сторонами з різними завданнями). Однак в один із моментів гравцеві доведеться зробити вирішальний вибір, чиї квести надалі можна буде виконувати: вибравши сторону для проходження одного конкретного квесту, гравець стане ворогом для іншої аж до самого кінця гри. Залежно від ступеня виконання завдання гравець отримуватиме нагороду у фінансовому плані або навіть якийсь трофей.
Після проходження останньої місії можна буде дізнатися, чим завершився конфлікт між Альгейрою і партизанами. Канонічною, згідно з доповненням «7.62: Перезаряджання», вважається кампанія за партизанів, під час якої повалено режим Дефенси й президент гине, проте країна занурюється в хаос у зв'язку з розв'язаним конфліктом із Палінеро. За неканонічною кінцівкою, партизанський рух було розгромлено, а держава Палінеро, яка прийшла йому на допомогу, також зазнала поразки у війні; в цьому випадку Дефенса ж залишається при владі.

## Сприйняття

### Огляди
Олександр Трифонов зі «Страна игр» у своїй рецензії хвалить 7.62 за бойову систему, дизайн рівнів та інтерфейс, але критикує гру за не найкращу оптимізацію, неповну руйнованість, непродуману економіку і поганий ШІ супротивників.
Портал «Игры@mail.ru» поставив оцінив гру на 7 з 10.

### Нагороди
- Журналом «Навигатор Игрового Мира» грі було присуджено приз за «Найкращу тактичну гру 2007 року»[3].